# Richard Kwietniowski
Richard Kwietniowski (ursprünglich Richard Dessent; * 17. März 1957, London, England) ist ein britischer Autor und Regisseur.

## Leben
Richards Vater Leszek Kwietniowski kam ursprünglich aus Katowice und floh 1939 an seinem 17. Geburtstag über Rumänien und Frankreich nach Großbritannien, wo er seine spätere Frau Pam Dessent kennenlernte und sich in Schottland zum RAF-Piloten ausbilden ließ. Richard wuchs in England auf, fühlte sich aber aufgrund seiner polnischen Wurzeln (nach dem Tod seines Vaters ließ er seinen naturalisierten Nachnamen Dessent in den Nachnamen seines Vaters ändern) und seiner Homosexualität schon früh als Außenseiter.
Richard Kwietniowski studierte an der University of Kent in Canterbury und der University of California in Berkeley und begann seine Karriere als Regisseur Mitte der 1980er mit experimentellen Kurzfilmen. Sein erster Kurzfilm, der in Zusammenarbeit mit dem Bristol Film and Video Workshop entstandene Next Week's Rent (1986), erzählt die auf autobiographischen Erlebnissen des Hauptdarstellers und Drehbuchautors Malcolm Massiah basierende Liebesgeschichte zwischen zwei sehr unterschiedlichen Jungen in Bristol. Mit seinem zweiten Kurzfilm Alfalfa (1987), in dessen 9 Minuten er eine alternative, auf schwulem Slang beruhende Interpretation des Alphabets präsentiert, war er 1988 auf der Berlinale eingeladen, wo der Film den schwul-lesbischen Teddy Award als Bester Kurzfilm gewann.
Seine nächsten Filme waren The Ballad of Reading Gaol (1988), eine moderne Interpretation von Oscar Wildes berühmter Verteidigungsrede nach seinem ersten Gerichtsverfahren 1895, in der Wilde (gesprochen von Quentin Crisp) die „Liebe, die ihren Namen nicht zu nennen wagt“ (the love that dare not speak its name) zur „edelsten Form selbstloser Zuwendung“ (noblest form of affection) erklärte, und Flames of Passion (1989), eine schwule Hommage an David Leans Klassiker Brief Encounter von 1945, für die er auf dem San Francisco International Lesbian & Gay Film Festival 1990 den Publikumspreis entgegennahm.
Nach einigen Fernsehdokumentationen (u. a. Pride '91 über die “Gay Pride 1991”-Demonstration in London) und weiteren Kurzfilmen wie dem ausschließlich in British Sign Language gedrehten Actions Speak Louder Than Words (1992), in dem 6 taubstumme Darsteller szenisch den Schnittstellen zwischen den Kulturen der Homosexuellen und der Hörbehinderten nachspüren, begann Kwietniowski mit der Arbeit an seinem ersten Langspielfilm Leben und Tod auf Long Island (Love and Death on Long Island) nach dem gleichnamigen Roman von Gilbert Adair, der wiederum eine moderne Variation auf Thomas Manns Novelle Der Tod in Venedig darstellt. Kwietniowski schrieb das Drehbuch und verbrachte dann 18 Monate damit, finanzielle Unterstützung für die Verfilmung zu finden. Die schließlich mit Hilfe verschiedener Firmen in Italien, Kanada und Großbritannien finanzierte Komödie über den zurückgezogen lebenden britischen Schriftsteller Giles De’Ath (John Hurt), der sich im Kinosaal irrt, dadurch statt einer anspruchsvollen E. M. Forster-Verfilmung eine flache Teeniekomödie anschauen muss und sich dabei in den Hauptdarsteller, ein amerikanisches Mädchenidol (Jason Priestley), verliebt, erlebte ihre Premiere 1997 auf den Filmfestspielen von Cannes und kam 1998 in die Kinosäle. Der Film erhielt wohlwollende Kritiken und verschiedene Auszeichnungen (Carl Foreman Award für die beste Nachwuchsleistung bei den BAFTA Awards; New York Film Critics Circle Award für den besten Debütfilm; FIPRESCI Prize auf dem Chicago International Film Festival) und spielte allein in den USA über 2,5 Millionen Dollar ein.
Im Jahr 2001 drehte Kwietniowski seinen zweiten Langspielfilm, Owning Mahowny, basierend auf der wahren Geschichte des spielsüchtigen kanadischen Bankmanagers Brian Molony, der sich zur Finanzierung seiner Casinoaufenthalte in kurzer Zeit über 10 Millionen Dollar von seiner Bank „leiht“. Der mit Philip Seymour Hoffman, Minnie Driver und John Hurt exzellent besetzte Film wurde im Januar 2003 auf dem Sundance Film Festival uraufgeführt, lief im Panorama der Berlinale 2003 und wurde in Deutschland für den Internationalen Literaturfilmpreis nominiert. Trotz des Kritikerlobs (vor allem für Hoffmans Darstellung) hatte Owning Mahowny aber keinen großen kommerziellen Erfolg.
Seit 2006 soll Kwietniowski an der Vorbereitung seines dritten Langspielfilms, der den Titel No One Gets Off in This Town tragen soll, arbeiten. Stand Januar 2021 wurde dieser Film allerdings bisher nicht verwirklicht.

## Filmographie (Auswahl)

### Kurzfilme
- 1986: Next Week's Rent (auch Produktion)
- 1987: Alfalfa (auch Drehbuch)
- 1988: The Ballad of Reading Gaol (auch Drehbuch)
- 1989: Flames of Passion (auch Drehbuch)
- 1989: Girls in Boy Bars
- 1991: Proust's Favorite Fantasy
- 1991: The Cost of Love (auch Drehbuch)
- 1991: Personal Best

### Spielfilme
- 1997: Leben und Tod auf Long Island (Love and Death on Long Island, auch Drehbuch)
- 2003: Owning Mahowny

### Dokumentarfilme
- 1991: Pride '91
- 1992: Actions Speak Louder Than Words
- 1993: Without Walls: Lolita Unclothed (Co-Regie mit Peter Stuart)
- 1994: A Night with Derek (Film im Gedächtnis an Derek Jarman)
- 1995: A Night with Derek II (neue Schnittfassung)
- 1998: A Beginner's Guide to Coming Out

### Sonstiges
- 1996: I Was a Jewish Sex Worker (Co-Kamera; Regie: Phillip B. Roth; mit Annie Sprinkle, Rosa von Praunheim)
- 2002: Regret Not Speaking (Drehbuch, unverfilmt)